# Honschaft Lohausen
Die Honschaft Lohausen war vom Mittelalter bis in das 19. Jahrhundert hinein eine von 11 Honschaften im Hauptgericht Kreuzberg des Amtes Angermund im Herzogtum Berg. Das Gebiet der Honschaft liegt heute in der nordrhein-westfälischen Stadt Düsseldorf, Stadtteil Lohausen.
Im Zuge einer Verwaltungsreform innerhalb des Großherzogtums Berg wurde 1808 die Bürgermeisterei Kaiserswerth gebildet. Die Honschaft Lohausen bildete im 19. Jahrhundert daraufhin zusammen mit der Honschaft Stockum die Spezialgemeinde Lohhausen und Stockum in der bergischen Bürgermeisterei Kaiserswerth im Landkreis Düsseldorf des Regierungsbezirks Düsseldorf innerhalb der preußischen Rheinprovinz. Laut der Statistik und Topographie des Regierungsbezirks Düsseldorf von 1832 gehörten zu der Spezialgemeinde Lohhausen und Stockum das Dorf Lohhausen, das Rittergut Lohhauserhaus, die Ackerhöfe Spielberg, Luft, Nagelshof, Neuenhof, der Tagelöhner-Wohnplatz Gerichtschreibers Haus, der Ackerhof Leuchtenberg, das Dorf Stockum, das Wirtshaus Schnellenburg und die Ackerhöfe am Staat (originale Schreibweise). Seit 1929 gehört Lohausen zur Stadt Düsseldorf.